# Список банков, лишённых лицензии в 2006 году (Россия)

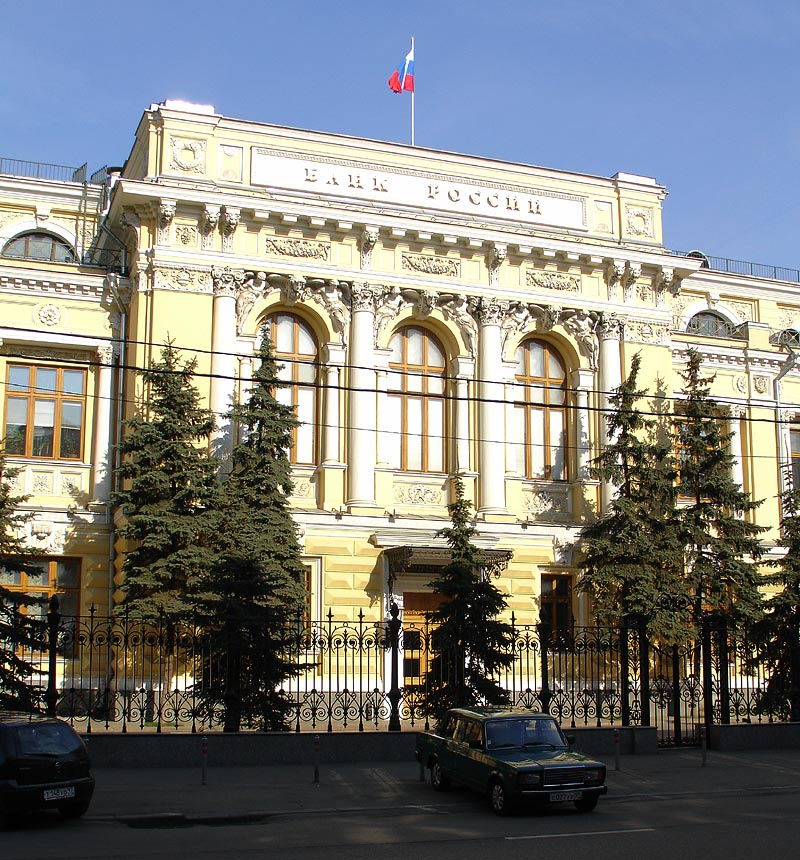
Здание Центрального Банка России на Неглинной

В список включены все кредитные организации России, у которых в 2006 году была отозвана или аннулирована лицензия на осуществление банковской деятельности.
В 2006 году Центральным Банком России были отозваны 60 лицензий у кредитных организаций, также у 10 кредитных организаций лицензии были аннулированы. Больше всего кредитных организаций лишились лицензий в июне и декабре, в эти месяце были закрыты по 10 организаций. В июне были отозваны лицензии у девяти организаций и у одного банка лицензия была аннулированы, в декабре у восьми организаций отозваны и у двух аннулированы соответственно. Меньше всего в мае, октябре и ноябре — в эти месяцы было отозвано по две лицензии.

## Легенда
Список разбит на четыре раздела по кварталам 2006 года. Внутри разделов организации отсортированы по месяцам, внутри месяца по датам закрытия, внутри одной даты по номеру документа об отзыве или аннулировании лицензии.
| Таблица: - Дата — дата отзыва/аннулирования лицензии. - Приказ — номер приказа или иного документа об отзыве/аннулировании лицензии. - Регион — населённый пункт или регион регистрации банка. - Причина — основные причины отзыва или аннулирования лицензии организации. Выделение строк цветом: - — выделение светло-зелёным цветом означает, что лицензия организации была аннулирована. - — выделение светло-жёлтым цветом означает, что лицензия организации была отозвана. | Сокращения: - АБ — акционерный банк. - АКБ — акционерный коммерческий банк. - АО — акционерное общество. - ЗАО — закрытое акционерное общество. - ИКБ — инвестиционно-коммерческий банк. - КБ — коммерческий банк. - МКБ — московский коммерческий банк. - НКО — небанковская кредитная организация. - ОАО — открытое акционерное общество. - ООО — общество с ограниченной ответственностью. - УАКБ — универсальный акционерный коммерческий банк. - УКБ — универсальный коммерческий банк. |

## 1 квартал
В разделе приведены все кредитные организации, у которых в 1-м квартале 2006 года была отозвана или аннулирована лицензия.
| Наименование | Основ. | Лиц.   | Дата       | Приказ        | Регион    | Причина | Прим.         |
| --- | ------ | ------ | ---------- | ------------- | --------- | --- | ------------- |
| Январь |        |        |            |               |           | |               |
| ООО КБ «Жилстройэкономбанк» | 1993   | 2399   | 13.01.2006 | ОД-8          | Москва    | Неоднократное нарушение требований Федерального закона № 115-ФЗ. | [ 3 ] [ 4 ]   |
| ООО КБ «Галичкомбанк» | 1990   | 978    | 13.01.2006 | ОД-9          | Галич     | Неисполнение нормативных актов Банка России. Неоднократное нарушение требований Федерального закона № 115-ФЗ.                                                                                               | [ 5 ] [ 6 ]   |
| ООО КБ «Самарский Кредит» | 1994   | 3101   | 18.01.2006 | 2066300000270 | Самара    | В результате слияния двух банков был образован ОАО «Первый Объединенный Банк». | [ 7 ] [ 8 ]   |
| ЗАО «НОВА Банк» | 1994   | 2800   | 18.01.2006 | 2066300000281 | Самара    | В результате слияния двух банков был образован ОАО «Первый Объединенный Банк». | [ 9 ] [ 10 ]  |
| ОАО КБ «Орион» | 1990   | 938    | 24.01.2006 | ОД-33         | Ярославль | Неисполнение нормативных актов Банка России. Неоднократное нарушение требований Федерального закона № 115-ФЗ.                                                                                               | [ 11 ] [ 12 ] |
| ООО КБ «Всероссийской организации ветеранов (пенсионеров) войны, труда, Вооруженных Сил и Правоохранительных органов „Роскомветеранбанк“» | 1992   | 1847   | 26.01.2006 | ОД-40         | Москва    | Неисполнение нормативных актов Банка России. Неоднократное нарушение требований Федерального закона № 115-ФЗ.                                                                                               | [ 13 ] [ 14 ] |
| ООО ИКБ «Столичный Капитал» | 1994   | 2887   | 26.01.2006 | ОД-42         | Москва    | Неисполнение нормативных актов Банка России. Неоднократное нарушение требований Федерального закона № 115-ФЗ.                                                                                               | [ 15 ] [ 16 ] |
| Февраль |        |        |            |               |           | |               |
| ЗАО НКО «Инкассация Банков и Организаций» («ИНКАБОР»)                                                                                     | 2002   | 3426-К | 02.02.2006 | ОД-56         | Москва    | Неисполнение федеральных законов, регулирующих банковскую деятельность. Неисполнение нормативных актов Банка России.                                                                                        | [ 17 ] [ 18 ] |
| ЗАО УАКБ «Миркомбанк» | 1994   | 2841   | 09.02.2006 | ОД-64         | Москва    | Неисполнение нормативных актов Банка России. Неоднократное нарушение требований Федерального закона № 115-ФЗ.                                                                                               | [ 19 ] [ 20 ] |
| ОАО «Маркетингбанк» | 1990   | 689    | 16.02.2006 | ОД-75         | Москва    | Неисполнение федеральных законов, регулирующих банковскую деятельность. Неисполнение нормативных актов Банка России.                                                                                        | [ 21 ] [ 22 ] |
| ОАО «Деловой накопительный банк» («Делна банк»)                                                                                           | 1990   | 971    | 27.02.2006 | ОД-90         | Москва    | Неисполнение федеральных законов, регулирующих банковскую деятельность. Неисполнение нормативных актов Банка России. Неоднократное нарушение требований Федерального закона № 115-ФЗ.                       | [ 23 ] [ 24 ] |
| Март |        |        |            |               |           | |               |
| ОАО КБ «Межторгбанк» | 1994   | 3093   | 06.03.2006 | 2067711001741 | Москва    | Присоединён к ОАО АКБ «Желдорбанк». | [ 25 ] [ 26 ] |
| ООО КБ «Банк Развития Предпринимательства и Культуры» («БИ-СИ-ДИ-Банк»)                                                                   | 1991   | 1436   | 23.03.2006 | ОД-125        | Москва    | Неисполнение федеральных законов, регулирующих банковскую деятельность. Неисполнение нормативных актов Банка России. Несоблюдением кассовой дисциплины и нарушение требований Федерального закона № 115-ФЗ. | [ 27 ] [ 28 ] |
| ООО КБ «Панэмстройбанк» | 1994   | 3158   | 23.03.2006 | ОД-127        | Москва    | Неисполнение федеральных законов, регулирующих банковскую деятельность. Неисполнение нормативных актов Банка России. Неоднократное нарушение требований Федерального закона № 115-ФЗ.                       | [ 29 ] [ 30 ] |
| ЗАО КБ «Региональная Перспектива» («РПБ»)                                                                                                 | 1994   | 2976   | 23.03.2006 | ОД-129        | Москва    | Неисполнение федеральных законов, регулирующих банковскую деятельность. Неисполнение нормативных актов Банка России. Неоднократное нарушение требований Федерального закона № 115-ФЗ.                       | [ 31 ] [ 32 ] |
| ООО КБ «Арчекас» | 1990   | 795    | 30.03.2006 | ОД-139        | Москва    | Неисполнение федеральных законов, регулирующих банковскую деятельность. Неисполнение нормативных актов Банка России. Неоднократное нарушение требований Федерального закона № 115-ФЗ.                       | [ 33 ] [ 34 ] |
| ООО НКО «Национальное расчетно-кредитное общество» («НРКО»)                                                                               | 2003   | 3438-К | 30.03.2006 | ОД-141        | Москва    | Неисполнение федеральных законов, регулирующих банковскую деятельность. Неисполнение нормативных актов Банка России. Неоднократное нарушение требований Федерального закона № 115-ФЗ.                       | [ 35 ] [ 36 ] |

## 2 квартал
В разделе приведены все кредитные организации, у которых во 2-м квартале 2006 года была отозвана или аннулирована лицензия.
| Наименование                                                | Основ. | Лиц. | Дата       | Приказ        | Регион         | Причина | Прим.         |
| ----------------------------------------------------------- | ------ | ---- | ---------- | ------------- | -------------- | --- | ------------- |
| Апрель                                                      |        |      |            |               |                | |               |
| ООО «Красноярский Социальный Коммерческий Банк» («КСКБ»)    | 1994   | 2840 | 05.04.2006 | ОД-158        | Красноярск     | Неисполнение федеральных законов, регулирующих банковскую деятельность. Неисполнение нормативных актов Банка России. Неоднократное нарушение требований Федерального закона № 115-ФЗ. | [ 37 ] [ 38 ] |
| ЗАО «Акционерный Коммерческий Банк Инвестиций и Технологий» | 1993   | 2367 | 05.04.2006 | ОД-160        | Москва         | Неисполнение федеральных законов, регулирующих банковскую деятельность. Неисполнение нормативных актов Банка России. Неоднократное нарушение требований Федерального закона № 115-ФЗ. Неоднократные нарушения порядка ведения кассовых операций и бухгалтерского учета.                                                                                  | [ 39 ] [ 40 ] |
| ОАО АКБ «Русские Финансовые Традиции» («РФТ»)               | 1994   | 2934 | 21.04.2006 | ОД-188        | Москва         | Неисполнение федеральных законов, регулирующих банковскую деятельность. Неисполнение нормативных актов Банка России. Неоднократное нарушение требований Федерального закона № 115-ФЗ. | [ 41 ] [ 42 ] |
| ООО КБ «РТБ-Банк»                                           | 1994   | 3076 | 21.04.2006 | ОД-190        | Москва         | Неисполнение федеральных законов, регулирующих банковскую деятельность. Неисполнение нормативных актов Банка России. Неоднократное нарушение требований Федерального закона № 115-ФЗ. Существенная недостоверность отчётности. | [ 43 ] [ 44 ] |
| ОАО АКБ «Межотраслевой Промышленный Банк» («Межпромбанк»)   | 1994   | 3133 | 21.04.2006 | ОД-192        | Москва         | Неисполнение федеральных законов, регулирующих банковскую деятельность. Неисполнение нормативных актов Банка России. Неоднократное нарушение требований Федерального закона № 115-ФЗ. Несвоевременное исполнение требований кредиторов, неисполнение обязательных нормативов, нарушение порядка ведения бухгалтерского учета и представления отчетности. | [ 45 ] [ 46 ] |
| ОАО АКБ «Альянс-Капитал»                                    | 1995   | 3230 | 27.04.2006 | ОД-205        | Москва         | Неисполнение федеральных законов, регулирующих банковскую деятельность. Неисполнение нормативных актов Банка России. | [ 47 ] [ 48 ] |
| ОАО АКБ «Золото-Платина-Банк»                               | 1993   | 2552 | 28.04.2006 | 2067400009147 | Екатеринбург   | Присоединён к ОАО КБ «Мечел-Банк». | [ 49 ] [ 50 ] |
| Май                                                         |        |      |            |               |                | |               |
| ООО КБ «Нефтяной»                                           | 1991   | 1423 | 04.05.2006 | ОД-221        | Москва         | Неоднократное нарушение требований Федерального закона № 115-ФЗ. | [ 51 ] [ 52 ] |
| ООО «Банк Реконструкции и Финансового Оздоровления»         | 1990   | 1170 | 11.05.2006 | ОД-230        | Благодарный    | Неисполнение федеральных законов, регулирующих банковскую деятельность. Неисполнение нормативных актов Банка России. | [ 53 ] [ 54 ] |
| Июнь                                                        |        |      |            |               |                | |               |
| ЗАО АКБ «Петровка»                                          | 1994   | 2640 | 01.06.2006 | ОД-262        | Москва         | Неисполнение федеральных законов, регулирующих банковскую деятельность. Неисполнение нормативных актов Банка России. Неспособность удовлетворить требования кредиторов. | [ 55 ] [ 56 ] |
| ООО КБ «Европейский Расчетный Банк» («ЕРКБ»)                | 1994   | 3148 | 07.06.2006 | ОД-278        | Москва         | Неисполнение федеральных законов, регулирующих банковскую деятельность. Неисполнение нормативных актов Банка России. Неоднократное нарушение требований Федерального закона № 115-ФЗ. | [ 57 ] [ 58 ] |
| ООО «Моспромбанк»                                           | 1992   | 1890 | 07.06.2006 | ОД-280        | Шереметьевский | Неисполнение федеральных законов, регулирующих банковскую деятельность. Неисполнение нормативных актов Банка России. Неоднократное нарушение требований Федерального закона № 115-ФЗ. | [ 59 ] [ 60 ] |
| ОАО «ВИП-Банк»                                              | 1991   | 1421 | 16.06.2006 | ОД-288        | Москва         | Неисполнение федеральных законов, регулирующих банковскую деятельность. Неисполнение нормативных актов Банка России. Неоднократное нарушение требований Федерального закона № 115-ФЗ. Существенная недостоверность отчётности. | [ 61 ] [ 62 ] |
| ЗАО «Строительный банк» («Стройбанк)»                       | 1994   | 2940 | 16.06.2006 | ОД-289        | Краснодар      | Неисполнение федеральных законов, регулирующих банковскую деятельность. Неисполнение нормативных актов Банка России. Неоднократное нарушение требований Федерального закона № 115-ФЗ. Существенная недостоверность отчётности. | [ 63 ] [ 64 ] |
| ООО КБ «ИФКО-Банк»                                          | 1994   | 2872 | 16.06.2006 | ОД-291        | Москва         | Неоднократное нарушение требований Федерального закона № 115-ФЗ. | [ 65 ] [ 66 ] |
| ООО КБ «Экситон»                                            | 2002   | 3412 | 23.06.2006 | ОД-309        | Москва         | Неоднократное нарушение требований Федерального закона № 115-ФЗ. | [ 67 ] [ 68 ] |
| ООО КБ «Объединенный Торговый Банк» («Юнион-Трэйд»)         | 2000   | 3355 | 23.06.2006 | ОД-311        | Москва         | Неисполнение федеральных законов, регулирующих банковскую деятельность. Неисполнение нормативных актов Банка России. Неоднократное нарушение требований Федерального закона № 115-ФЗ. | [ 69 ] [ 70 ] |
| ООО КБ «Евроазиатский Финансовый Альянс» («ЕАФА-БАНК»)      | 2001   | 3376 | 28.06.2006 | ОД-318        | Москва         | Неисполнение федеральных законов, регулирующих банковскую деятельность. Неисполнение нормативных актов Банка России. Неоднократное нарушение требований Федерального закона № 115-ФЗ. | [ 71 ] [ 72 ] |
| ООО КБ «Банк Развития Промышленного Производства» («БРПП»)  | 1993   | 2266 | 28.06.2006 | ОД-320        | Москва         | Решение акционеров о добровольной ликвидации. | [ 73 ] [ 74 ] |

## 3 квартал
В разделе приведены все кредитные организации, у которых в 3-м квартале 2006 года была отозвана или аннулирована лицензия.
| Наименование                                                                        | Основ. | Лиц.   | Дата       | Приказ        | Регион       | Причина | Прим.           |
| ----------------------------------------------------------------------------------- | ------ | ------ | ---------- | ------------- | ------------ | --- | --------------- |
| Июль                                                                                |        |        |            |               |              | |                 |
| ЗАО АКБ «Сигма»                                                                     | 1991   | 392    | 06.07.2006 | ОД-338        | Москва       | Решение акционеров о добровольной ликвидации. | [ 75 ] [ 76 ]   |
| ООО КБ «Мособлинвестбанк»                                                           | 1990   | 470    | 14.07.2006 | ОД-356        | Москва       | Неисполнение федеральных законов, регулирующих банковскую деятельность. Неисполнение нормативных актов Банка России. Нарушение требований Федерального закона № 115-ФЗ. Неспособность удовлетворить требования кредиторов по денежным обязательствам.                | [ 77 ] [ 78 ]   |
| ОАО АКБ «Федеральный банк развития»                                                 | 1994   | 2792   | 14.07.2006 | ОД-358        | Москва       | Неисполнение федеральных законов, регулирующих банковскую деятельность. Неисполнение нормативных актов Банка России. Неоднократное нарушение требований Федерального закона № 115-ФЗ. Существенная недостоверность отчётности.                                       | [ 79 ] [ 80 ]   |
| ОАО «Коммерческий банк развития международных финансовых технологий „Интерконтакт“» | 2001   | 3363   | 27.07.2006 | ОД-368        | Москва       | Неоднократное нарушение требований Федерального закона № 115-ФЗ. | [ 81 ] [ 82 ]   |
| Август                                                                              |        |        |            |               |              | |                 |
| ОАО «Омский инвестиционно-коммерческий промышленно-строительный банк»               | 1992   | 1693   | 05.08.2006 | 2067711006856 | Омск         | Присоединены к ОАО АКБ «Банк инвестиций и сбережений „Инвестсбербанк“». | [ 83 ] [ 84 ]   |
| ОАО «Промфинсервисбанк»                                                             | 1990   | 624    | 05.08.2006 | 2067711006867 | Новороссийск | Присоединены к ОАО АКБ «Банк инвестиций и сбережений „Инвестсбербанк“». | [ 85 ] [ 86 ]   |
| ООО КБ «Банк Инвестиций и Кредитования»                                             | 1992   | 2102   | 10.08.2006 | ОД-391        | Москва       | Неисполнение федеральных законов, регулирующих банковскую деятельность. Неисполнение нормативных актов Банка России. Неоднократное нарушение требований Федерального закона № 115-ФЗ.                                                                                | [ 87 ] [ 88 ]   |
| ООО КБ «Фонон»                                                                      | 1992   | 209    | 10.08.2006 | ОД-393        | Москва       | Неисполнение федеральных законов, регулирующих банковскую деятельность. Неисполнение нормативных актов Банка России. Неоднократное нарушение требований Федерального закона № 115-ФЗ.                                                                                | [ 89 ] [ 90 ]   |
| ОАО АКБ «УниверБанк»                                                                | 1993   | 2525   | 24.08.2006 | ОД-404        | Москва       | Неисполнение федеральных законов, регулирующих банковскую деятельность. Неисполнение нормативных актов Банка России. Неоднократное нарушение требований Федерального закона № 115-ФЗ.                                                                                | [ 91 ] [ 92 ]   |
| ЗАО «Федеральный Промышленный Банк» («ФПБ»)                                         | 1993   | 2489   | 24.08.2006 | ОД-406        | Москва       | Неисполнение федеральных законов, регулирующих банковскую деятельность. Неисполнение нормативных актов Банка России. Неоднократное нарушение требований Федерального закона № 115-ФЗ.                                                                                | [ 93 ] [ 94 ]   |
| ООО УКБ «Центурион»                                                                 | 1994   | 2991   | 24.08.2006 | ОД-408        | Москва       | Неисполнение федеральных законов, регулирующих банковскую деятельность. Неисполнение нормативных актов Банка России. Неоднократное нарушение требований Федерального закона № 115-ФЗ. Существенная недостоверность и нарушение сроков сдачи отчётности.              | [ 95 ] [ 96 ]   |
| ООО КБ «Объединенный Транспортный Банк» («ОТБанк»)                                  | 1994   | 3169   | 31.08.2006 | ОД-426        | Москва       | Неоднократное нарушение требований Федерального закона № 115-ФЗ. | [ 97 ] [ 98 ]   |
| ООО Банк «Трансрегиональная финансовая компания» («ТФК»)                            | 2001   | 3362   | 31.08.2006 | ОД-428        | Москва       | Неисполнение федеральных законов, регулирующих банковскую деятельность. Неисполнение нормативных актов Банка России. Неоднократное нарушение требований Федерального закона № 115-ФЗ.                                                                                | [ 99 ] [ 100 ]  |
| Сентябрь                                                                            |        |        |            |               |              | |                 |
| ООО МКБ «Дисконт»                                                                   | 1990   | 1234   | 01.09.2006 | ОД-432        | Москва       | Неисполнение федеральных законов, регулирующих банковскую деятельность. Неисполнение нормативных актов Банка России. Неоднократное нарушение требований Федерального закона № 115-ФЗ. Существенная недостоверность отчётности.                                       | [ 101 ] [ 102 ] |
| ООО КБ «Неман»                                                                      | 1990   | 1041   | 05.09.2006 | ОД-439        | Неман        | Неисполнение федеральных законов, регулирующих банковскую деятельность. Неисполнение нормативных актов Банка России. Неоднократное нарушение требований Федерального закона № 115-ФЗ.                                                                                | [ 103 ] [ 104 ] |
| ООО ИКБ «Инвесткомбанк Бэлком»                                                      | 1993   | 2222   | 08.09.2006 | ОД-445        | Москва       | Неисполнение федеральных законов, регулирующих банковскую деятельность. Неисполнение нормативных актов Банка России. Неоднократное нарушение требований Федерального закона № 115-ФЗ. Низкая достаточность капитала банка. Недостаточный размер собственных средств. | [ 105 ] [ 106 ] |
| ООО НКО «Кумост-Инкасс»                                                             | 2000   | 3347-К | 21.09.2006 | ОД-471        | Москва       | Неисполнение федеральных законов, регулирующих банковскую деятельность. Неисполнение нормативных актов Банка России. Неоднократное нарушение требований Федерального закона № 115-ФЗ.                                                                                | [ 107 ] [ 108 ] |
| ОАО АКБ «Русский банк имущественной опеки» («РБИО»)                                 | 1994   | 2701   | 21.09.2006 | ОД-473        | Москва       | Неисполнение федеральных законов, регулирующих банковскую деятельность. Неисполнение нормативных актов Банка России. Существенная недостоверность отчётности. | [ 109 ] [ 110 ] |
| ООО «Торгово-инвестиционный Банк»                                                   | 1994   | 2823   | 28.09.2006 | ОД-495        | Москва       | Неисполнение федеральных законов, регулирующих банковскую деятельность. Неисполнение нормативных актов Банка России. Неоднократное нарушение требований Федерального закона № 115-ФЗ.                                                                                | [ 111 ] [ 112 ] |
| ООО КБ «УниверсалСтройБанк»                                                         | 1994   | 3021   | 28.09.2006 | ОД-497        | Москва       | Неисполнение федеральных законов, регулирующих банковскую деятельность. Неисполнение нормативных актов Банка России. Неоднократное нарушение требований Федерального закона № 115-ФЗ.                                                                                | [ 113 ] [ 114 ] |

## 4 квартал
В разделе приведены все кредитные организации, у которых во 4-м квартале 2006 года была отозвана или аннулирована лицензия.
| Наименование                                                            | Основ. | Лиц.   | Дата       | Приказ        | Регион       | Причина | Прим.           |
| ----------------------------------------------------------------------- | ------ | ------ | ---------- | ------------- | ------------ | --- | --------------- |
| Октябрь                                                                 |        |        |            |               |              | |                 |
| ООО КБ «Хард-банк»                                                      | 1992   | 2092   | 05.10.2006 | ОД-508        | Саратов      | Неисполнение федеральных законов, регулирующих банковскую деятельность. Неисполнение нормативных актов Банка России. Неоднократное нарушение требований Федерального закона № 115-ФЗ. | [ 115 ] [ 116 ] |
| ООО КБ «Стройкредитинвест»                                              | 1994   | 3146   | 12.10.2006 | ОД-518        | Москва       | Неисполнение федеральных законов, регулирующих банковскую деятельность. Неисполнение нормативных актов Банка России.                                                                  | [ 117 ] [ 118 ] |
| Ноябрь                                                                  |        |        |            |               |              | |                 |
| ОАО КБ «Европейский Промышленный Инвестиционный» («Европроминвест»)     | 1992   | 1952   | 03.11.2006 | ОД-567        | Москва       | Неоднократное нарушение требований Федерального закона № 115-ФЗ. | [ 119 ] [ 120 ] |
| ООО КБ «Интерсвязьбанк»                                                 | 1992   | 2154   | 03.11.2006 | ОД-569        | Москва       | Неоднократное нарушение требований Федерального закона № 115-ФЗ. | [ 121 ] [ 122 ] |
| Декабрь                                                                 |        |        |            |               |              | |                 |
| ЗАО Международный коммерческий банк «Бадр-Форте Банк»                   | 1991   | 1567   | 05.12.2006 | ОД-658        | Москва       | Неисполнение федеральных законов, регулирующих банковскую деятельность. Неисполнение нормативных актов Банка России. Неоднократное нарушение требований Федерального закона № 115-ФЗ. | [ 123 ] [ 124 ] |
| ООО «Коммерческий банк профсоюзных организаций г. Москвы» («Профбанк»)  | 1993   | 235    | 05.12.2006 | ОД-660        | Москва       | Неисполнение федеральных законов, регулирующих банковскую деятельность. Неисполнение нормативных актов Банка России. Неоднократное нарушение требований Федерального закона № 115-ФЗ. | [ 125 ] [ 126 ] |
| ООО НКО «Расчетный Клиринговый Центр» («РК-Центр»)                      | 2006   | 3462-К | 14.12.2006 | ОД-675        | Москва       | Неоднократное нарушение требований Федерального закона № 115-ФЗ. | [ 127 ] [ 128 ] |
| ОАО АКБ «Инвестиционные и банковские продукты» («Инбанкпродукт»)        | 1994   | 3191   | 21.12.2006 | ОД-698        | Москва       | Неисполнение федеральных законов, регулирующих банковскую деятельность. Неисполнение нормативных актов Банка России. Неоднократное нарушение требований Федерального закона № 115-ФЗ. | [ 129 ] [ 130 ] |
| ЗАО АКБ «Фабер-Банк»                                                    | 1993   | 2359   | 21.12.2006 | ОД-700        | Москва       | Неоднократное нарушение требований Федерального закона № 115-ФЗ. | [ 131 ] [ 132 ] |
| ОАО КБ «Мигрос»                                                         | 1994   | 3086   | 21.12.2006 | ОД-702        | Москва       | Неоднократное нарушение требований Федерального закона № 115-ФЗ. | [ 133 ] [ 134 ] |
| ЗАО «Альфа-Банк-Казань»                                                 | 2002   | 3429   | 21.12.2006 | ОД-704        | Казань       | Решение акционеров о добровольной ликвидации. | [ 135 ] [ 136 ] |
| ОАО «Уральский коммерческий банк внешней торговли» («Уралвнешторгбанк») | 1991   | 1522   | 22.12.2006 | 2065400076696 | Екатеринбург | Присоединён к ОАО «Сибакадембанк». | [ 137 ] [ 138 ] |
| ОАО АБ «Ринк-Банк»                                                      | 1994   | 2717   | 27.12.2006 | ОД-720        | Клин         | Неисполнение федеральных законов, регулирующих банковскую деятельность. Неисполнение нормативных актов Банка России. Неоднократное нарушение требований Федерального закона № 115-ФЗ. | [ 139 ] [ 140 ] |
| ЗАО АКБ «Форпост»                                                       | 1993   | 2575   | 27.12.2006 | ОД-722        | Москва       | Неисполнение федеральных законов, регулирующих банковскую деятельность. Неисполнение нормативных актов Банка России. Неоднократное нарушение требований Федерального закона № 115-ФЗ. | [ 141 ] [ 142 ] |

## Статистика

### Закрытие по месяцам
| Закрытие по месяцам | Закрытие по месяцам | Закрытие по месяцам | Закрытие по месяцам | Закрытие по месяцам |
| Месяц               |                     |                     |                     | Количество          |
| ------------------- | ------------------- | ------------------- | ------------------- | ------------------- |
| Январь              |                     |                     | 7                   |                     |
| Февраль             |                     |                     | 4                   |                     |
| Март                |                     |                     | 6                   |                     |
| Апрель              |                     |                     | 7                   |                     |
| Май                 |                     |                     | 2                   |                     |
| Июнь                |                     |                     | 10                  |                     |
| Июль                |                     |                     | 4                   |                     |
| Август              |                     |                     | 9                   |                     |
| Сентябрь            |                     |                     | 7                   |                     |
| Октябрь             |                     |                     | 2                   |                     |
| Ноябрь              |                     |                     | 2                   |                     |
| Декабрь             |                     |                     | 10                  |                     |

### Комментарии
1. ↑  По инициативе Банка России, согласно требований статьи 20 Федерального закона «О банках и банковской деятельности».
2. ↑  По инициативе собственников компании или в порядке её реорганизации.
3. ↑  В ряде источников указана другая дата ликвидации банка — 9 февраля 2007 года, однако сведения о деятельности организации после 13 января 2006 года отсутствуют.
4. ↑  В ряде источников указана другая дата ликвидации банка — 13 марта 2008 года, однако сведения о деятельности организации после 13 января 2006 года отсутствуют.
5. ↑  В ряде источников указана другая дата ликвидации банка — 30 мая 2008 года, однако сведения о деятельности организации после 24 января 2006 года отсутствуют.
6. ↑  В ряде источников указана другая дата ликвидации банка — 28 мая 2009 года, однако сведения о деятельности организации после 26 января 2006 года отсутствуют.
7. ↑  В ряде источников указана другая дата ликвидации банка — 10 августа 2007 года, однако сведения о деятельности организации после 26 января 2006 года отсутствуют.
8. ↑  В ряде источников указана другая дата ликвидации банка — 24 апреля 2008 года, однако сведения о деятельности организации после 2 февраля 2006 года отсутствуют.
9. ↑  В ряде источников указана другая дата ликвидации банка — 21 декабря 2006 года, однако сведения о деятельности организации после 9 февраля 2006 года отсутствуют.
10. ↑  В ряде источников указана другая дата ликвидации банка — 20 мая 2008 года, однако сведения о деятельности организации после 16 февраля 2006 года отсутствуют.
11. ↑  В ряде источников указана другая дата ликвидации банка — 19 декабря 2007 года, однако сведения о деятельности организации после 23 марта 2006 года отсутствуют.
12. ↑  В ряде источников указана другая дата ликвидации банка — 25 октября 2007 года, однако сведения о деятельности организации после 23 марта 2006 года отсутствуют.
13. ↑  В ряде источников указана другая дата ликвидации банка — 25 октября 2007 года, однако сведения о деятельности организации после 23 марта 2006 года отсутствуют.
14. ↑  В ряде источников указана другая дата ликвидации банка — 9 июня 2007 года, однако сведения о деятельности организации после 30 марта 2006 года отсутствуют.
15. ↑  В ряде источников указана другая дата ликвидации банка — 11 августа 2007 года, однако сведения о деятельности организации после 30 марта 2006 года отсутствуют.
16. ↑  В ряде источников указана другая дата ликвидации банка — 21 декабря 2007 года, однако сведения о деятельности организации после 5 апреля 2006 года отсутствуют.
17. ↑  В ряде источников указана другая дата ликвидации банка — 6 октября 2009 года, однако сведения о деятельности организации после 5 апреля 2006 года отсутствуют.
18. ↑  В ряде источников указана другая дата ликвидации банка — 7 ноября 2007 года, однако сведения о деятельности организации после 21 апреля 2006 года отсутствуют.
19. ↑  В ряде источников указана другая дата ликвидации банка — 21 ноября 2008 года, однако сведения о деятельности организации после 21 апреля 2006 года отсутствуют.
20. ↑  В ряде источников указана другая дата ликвидации банка — 1 августа 2011 года, однако сведения о деятельности организации после 21 апреля 2006 года отсутствуют.
21. ↑  В ряде источников указана другая дата ликвидации банка — 14 ноября 2008 года, однако сведения о деятельности организации после 27 апреля 2006 года отсутствуют.
22. ↑  В ряде источников указана другая дата ликвидации банка — 16 июня 2011 года, однако сведения о деятельности организации после 4 мая 2006 года отсутствуют.
23. ↑  В ряде источников указана другая дата ликвидации банка — 27 сентября 2007 года, однако сведения о деятельности организации после 11 мая 2006 года отсутствуют.
24. ↑  В ряде источников указана другая дата ликвидации банка — 26 июня 2009 года, однако сведения о деятельности организации после 1 июня 2006 года отсутствуют.
25. ↑  В ряде источников указана другая дата ликвидации банка — 27 апреля 2012 года, однако сведения о деятельности организации после 7 июня 2006 года отсутствуют.
26. ↑  В ряде источников указана другая дата ликвидации банка — 22 марта 2011 года, однако сведения о деятельности организации после 7 июня 2006 года отсутствуют.
27. ↑  В ряде источников указана другая дата ликвидации банка — 30 сентября 2008 года, однако сведения о деятельности организации после 16 июня 2006 года отсутствуют.
28. ↑  В ряде источников указана другая дата ликвидации банка — 29 декабря 2008 года, однако сведения о деятельности организации после 16 июня 2006 года отсутствуют.
29. ↑  В ряде источников указана другая дата ликвидации банка — 7 ноября 2007 года, однако сведения о деятельности организации после 16 июня 2006 года отсутствуют.
30. ↑  В ряде источников указана другая дата ликвидации банка — 4 мая 2008 года, однако сведения о деятельности организации после 23 июня 2006 года отсутствуют.
31. ↑  В ряде источников указана другая дата ликвидации банка — 7 ноября 2007 года, однако сведения о деятельности организации после 23 июня 2006 года отсутствуют.
32. ↑  В ряде источников указана другая дата ликвидации банка — 17 июля 2007 года, однако сведения о деятельности организации после 28 июня 2006 года отсутствуют.
33. ↑  В ряде источников указана другая дата ликвидации банка — 26 марта 2008 года, однако сведения о деятельности организации после 28 июня 2006 года отсутствуют.
34. ↑  В ряде источников указана другая дата ликвидации банка — 27 февраля 2007 года, однако сведения о деятельности организации после 6 июля 2006 года отсутствуют.
35. ↑  В ряде источников указана другая дата ликвидации банка — 5 мая 2012 года, однако сведения о деятельности организации после 14 июля 2006 года отсутствуют.
36. ↑  В ряде источников указана другая дата ликвидации банка — 24 апреля 2008 года, однако сведения о деятельности организации после 14 июля 2006 года отсутствуют.
37. ↑  В ряде источников указана другая дата ликвидации банка — 29 сентября 2008 года, однако сведения о деятельности организации после 27 июля 2006 года отсутствуют.
38. ↑  В ряде источников указана другая дата ликвидации банка — 9 сентября 2011 года, однако сведения о деятельности организации после 10 августа 2006 года отсутствуют.
39. ↑  В ряде источников указана другая дата ликвидации банка — 19 декабря 2012 года, однако сведения о деятельности организации после 10 августа 2006 года отсутствуют.
40. ↑  В ряде источников указана другая дата ликвидации банка — 26 мая 2008 года, однако сведения о деятельности организации после 24 августа 2006 года отсутствуют.
41. 1 2  В ряде источников указана другая дата ликвидации банка — 15 апреля 2008 года, однако сведения о деятельности организации после 24 августа 2006 года отсутствуют.
42. ↑  В ряде источников указана другая дата ликвидации банка — 17 июня 2008 года, однако сведения о деятельности организации после 31 августа 2006 года отсутствуют.
43. ↑  В ряде источников указана другая дата ликвидации банка — 14 ноября 2008 года, однако сведения о деятельности организации после 31 августа 2006 года отсутствуют.
44. ↑  В ряде источников указана другая дата ликвидации банка — 12 марта 2012 года, однако сведения о деятельности организации после 1 сентября 2006 года отсутствуют.
45. ↑  В ряде источников указана другая дата ликвидации банка — 29 января 2008 года, однако сведения о деятельности организации после 5 сентября 2006 года отсутствуют.
46. ↑  В ряде источников указана другая дата ликвидации банка — 19 мая 2014 года, однако сведения о деятельности организации после 8 сентября 2006 года отсутствуют.
47. ↑  В ряде источников указана другая дата ликвидации организации — 10 сентября 2007 года, однако сведения о деятельности организации после 21 сентября 2006 года отсутствуют.
48. ↑  В ряде источников указана другая дата ликвидации банка — 15 апреля 2008 года, однако сведения о деятельности организации после 21 сентября 2006 года отсутствуют.
49. ↑  В ряде источников указана другая дата ликвидации банка — 24 октября 2007 года, однако сведения о деятельности организации после 28 сентября 2006 года отсутствуют.
50. ↑  В ряде источников указана другая дата ликвидации банка — 26 мая 2008 года, однако сведения о деятельности организации после 28 сентября 2006 года отсутствуют.
51. ↑  В ряде источников указана другая дата ликвидации банка — 9 сентября 2008 года, однако сведения о деятельности организации после 5 октября 2005 года отсутствуют.
52. ↑  В ряде источников указана другая дата ликвидации банка — 14 апреля 2008 года, однако сведения о деятельности организации после 12 октября 2006 года отсутствуют.
53. ↑  В ряде источников указана другая дата ликвидации банка — 30 сентября 2008 года, однако сведения о деятельности организации после 3 ноября 2006 года отсутствуют.
54. ↑  В ряде источников указана другая дата ликвидации банка — 18 марта 2009 года, однако сведения о деятельности организации после 3 ноября 2006 года отсутствуют.
55. ↑  В ряде источников указана другая дата ликвидации банка — 30 июля 2013 года, однако сведения о деятельности организации после 5 декабря 2006 года отсутствуют.
56. ↑  В ряде источников указана другая дата ликвидации банка — 09 июля 2008 года, однако сведения о деятельности организации после 5 декабря 2006 года отсутствуют.
57. ↑  В ряде источников указана другая дата ликвидации организации — 9 июля 2008 года, однако сведения о деятельности организации после 14 декабря 2006 года отсутствуют.
58. ↑  В ряде источников указана другая дата ликвидации банка — 14 ноября 2008 года, однако сведения о деятельности организации после 21 декабря 2006 года отсутствуют.
59. ↑  В ряде источников указана другая дата ликвидации банка — 3 марта 2009 года, однако сведения о деятельности организации после 21 декабря 2006 года отсутствуют.
60. ↑  В ряде источников указана другая дата ликвидации банка — 7 ноября 2007 года, однако сведения о деятельности организации после 21 декабря 2006 года отсутствуют.
61. ↑  В ряде источников указана другая дата ликвидации банка — 1 сентября 2008 года, однако сведения о деятельности организации после 27 декабря 2006 года отсутствуют.
62. ↑  В ряде источников указана другая дата ликвидации банка — 9 сентября 2009 года, однако сведения о деятельности организации после 27 декабря 2006 года отсутствуют.